# Chloropteryx subrufescens
Chloropteryx subrufescens là một loài bướm đêm trong họ Geometridae.